# La Chasse au loup et au renard
La Chasse au loup et au renard, également appelée Chasse au loup et au renard et Chasse aux loups et aux renards est un tableau de Pierre Paul Rubens actuellement conservé par le Metropolitan Museum of Art à New York. Peint vers 1616, La Chasse au loup et au renard marque le début d'une phase créative intense de Rubens autour du thème de la chasse. Il dépeint des chasseurs à pied et à cheval poursuivant deux loups et trois renards.

## Contexte
Le thème de la chasse est très présent dans l’œuvre de Rubens, qui est considéré comme l'un des artistes ayant renouvelé ce genre sous-exploité depuis la Renaissance. Entre 1616 et 1621, Rubens peint une succession de scènes de chasse extrêmement dynamiques, dont la technique et la composition s'améliorent de tableau en tableau. Cette première période créative commence par La Chasse au loup et au renard pour culminer par La Chasse au lion de l'Alte Pinakothek.
Les tableaux de la première période montrent que Rubens a volontairement utilisé les codes des peintres de cour, en glorifiant la noblesse. En effet, la chasse est un symbole de ce statut social, puisqu'il sous-entend la possession d'importants terrains. C'est également une véritable passion pour de nombreux souverains d'Europe. Rubens est tout à fait conscient de l'intérêt suscité par ses peintures de chasse et a compris leur potentiel de vente auprès des classes dirigeantes. Toutefois, la créativité exprimée ne s'explique pas totalement par un but purement mercantile.
Selon Arnout Balis, les œuvres ultérieures sont plus formelles et routinières, jusqu'à la seconde période créative qui va de la fin des années 1620 à 1640.

## Description
Au centre de la composition, deux loups sont entourés par des chasseurs et des chiens. Sur la gauche, deux rabatteurs les repoussent avec des piques. En arrière-plan, un jeune cavalier avec une lance à la main galope vers le spectateur. Deux autres chasseurs avancent, l'un armé d'une pique, l'autre soufflant dans une corne. Sur la droite et au premier plan, deux cavaliers, un homme tenant une épée et une femme montant en amazone et portant un faucon, se rapprochent des loups. Trois renards complètent le tableau : l'un sur la gauche tente de s'échapper, un est mort au centre du tableau et le dernier est piétiné par le cheval sur la droite.
Les trois cavaliers seraient Rubens, sa première épouse Isabella Brant, et leur fils Albert Rubens,. Toutefois, cette identification, mise en avant au XVIIIe siècle, est jugée douteuse par Arnout Balis. Albert Rubens n'avait que deux ans !